# KFUM Jönköping
KFUM Jönköping är en KFUM-avdelning i Jönköping i Sverige. 

## Idrott
KFUM Volley spelar (2006) volleyboll i Division 1 för herrar och Division 2 damer. I slutet av 1980-talet och början av 1990-talet hade föreningens volleyboll sin storhetstid, och spelade i Elitserien både på herrsidan och på damsidan.

## KFUM-gården Vidablick
Föreningen driver en läger- och aktivitetsgård med namnet Vidablick i Bankeryd. Gården upprättades av föreningen på 1940-talet och har sedan dess bedrivit ett flertal verksamheter, bland annat sommarläger, teambuildingaktiviteter och höghöjdsbanor. Under sommarmånaderna anordnas lägerperioder som sträcker sig från ett par dagar till upp mot två veckor.
Andra former av verksamheter innefattar en spårcentral med flera vandringsleder av varierande längd, orientering, en discgolfbana med nio hål och en interaktiv vandringsled för barn och familjer vid namn "Skogstrollens Stig" skriven av Eva Götbrink.
På gården arrangeras även underhållning i form av konserter under konceptet "Sommarkvällar på Vidablick" och midsommarfiranden.

### Fotnoter
1. ↑  ”Om oss”. KFUM Jönköping. Arkiverad från originalet den 28 januari 2015. https://web.archive.org/web/20150128133050/http://www.kfum.org/index.php/hem/om-oss#. Läst 25 november 2012.
2. ↑  ”Historia”. Habo Wolley. Arkiverad från originalet den 28 januari 2015. https://web.archive.org/web/20150128111745/http://www.habowolley.se/klubben/historia/. Läst 24 januari 2015.
3. ↑  ”Om våra program”. KFUM Vidablick. https://lager.jonkoping.kfum.se/om-vara-program/. Läst 30 november 2024.
4. ↑  ”Spår och leder”. KFUM Vidablick. https://lager.jonkoping.kfum.se/spar-och-leder/. Läst 30 november 2024.
5. ↑  ”Skogstrollens stig”. KFUM Vidablick. https://lager.jonkoping.kfum.se/skogstrollens-stig/. Läst 30 november 2024.
6. ↑  KFUM (20 juni 2024). ”Musik i sommarkväll”. KFUM Vidablick. https://lager.jonkoping.kfum.se/2024/06/20/musik-i-sommarkvall/. Läst 30 november 2024.